# John Joe Nevin
John Joe Nevin (født 7. juni 1989 i Mullingar) er en irsk professionel bokser, der bokser i vægtklassen super-fjervægt. Som amatør deltog han i OL i 2008 og 2012, hvor han i 2021 vandt sølv i bantamvægt.  

## Amatørkarroere
Nevin fik sin olympiske debut da han repræsenterede Irland under Sommer-OL 2008. Her blev han tabte han i ottendedelsfinalen til den senere guld-vinder Enkhbatyn Badar-Uugan fra Mongoliet. Han deltog i VM i 2009 i Milano, Italien hvor han vandt en bronzemedalje. 
Ved OL i 2012 i London vandt han sølv. 

## Professionel karriere
Som professionel har Nevin opnået en rekordliste på 14-0, men har dog (pr. januar 2022) ikke bokset siden 2019. 